# Michel Luette
Michel Luette, ou Michel de La Vallée du Maine, dit Piquemouche, gouverneur de Comper, né à Blandouet près de Sainte-Suzanne en Mayenne, baptisé le 4 juin 1566 et mort en 1621 à Montauban, est un militaire français qui tint un rôle actif pendant les guerres de religion dans les rangs des ligueurs.

Blason : d’argent au lion de gueules, armé de sable et tenant dans sa gueule un rameau de laurier de sinople

« Le capitaine La Vallée, sur la déroutte et fuitte de Messeigneurs les princes, seigneurs, gentilzhommes, capitaines et aultres qui ont assiégé la ville et chasteau de Craon pour le party du roy de Navarre, sur ceulx qui estoient dedans pour le party des princes catholicques, faict les stances en vers liricques, appelez Picque-mouches, pour ce qu'ilz picquent ceulx qui ont faict ledict siège. Jean Louvet »

## Biographie
- Michel Luette, né à Blandouet d'après tous les historiens, serait, selon Ménage, le fils de Guyon Luette et de Catherine Ayrault[5].

### Le militaire
- Michel Luette eut un rôle de première importance pendant les guerres de Religion. Il commanda à Comper dans les rangs des Ligueurs. Puis on le retrouve à la bataille de Craon et à Saint-Symphorien, vers Chalonnes, où il défendit un fort isolé « acquérant grand honneur pour avoir soutenu plusieurs assauts dans ladite place. »

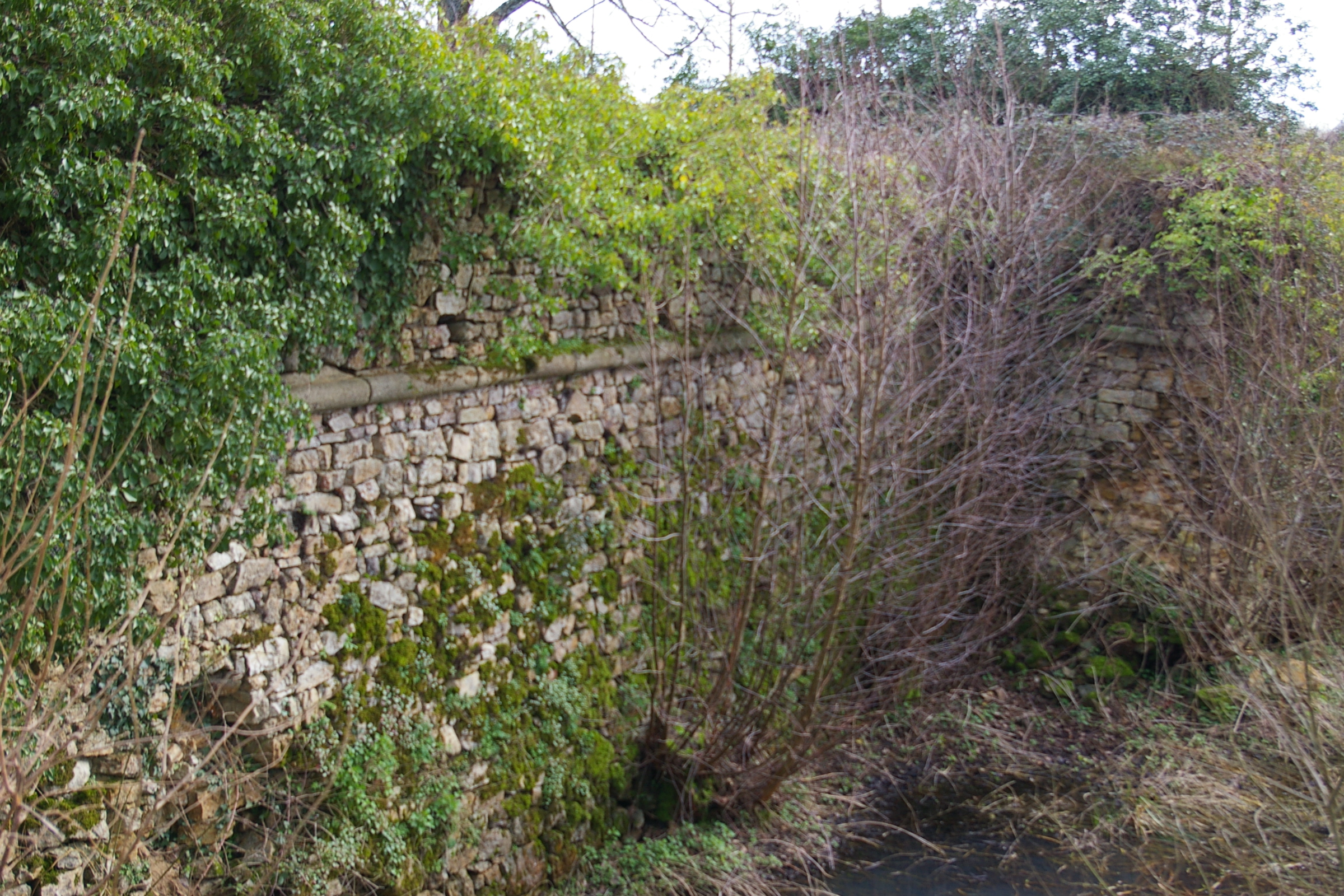
douves du château de la Vallée à Blandouet

- Après ces guerres, Michel Luette rallia et servit fidèlement Henri IV. Ce fut au mois de novembre 1599 que ce roi autorisa l’ancien capitaine ligueur à changer son nom de Luette en celui de la Vallée, nom de la propriété qu’il possédait à Blandouet. Michel de la Vallée bâtit alors son castel. En raison de son rôle militaire et de sa qualité de commissaire de l’artillerie, il veilla tout particulièrement à donner à son logis un certain aspect de forteresse. Il le fit entourer de larges douves murées, défendues par un bastion et un pont levis.

- En 1600, il prend part à la guerre franco-savoyarde et participe activement au Siège du château de Charbonnières

- Nommé commissaire ordinaire de l’artillerie de France[6], puis gouverneur de la ville et du château  de Sainte-Suzanne en 1605, Michel de la Vallée devait conserver ces charges jusqu’à sa mort au siège de Montauban, en 1621. Outre un titre de noblesse, obtenu en janvier 1609, avec la qualité de gentilhomme ordinaire de la chambre du roi, il reçut le collier de l’ordre de Saint-Michel le 7 janvier 1610[7]. Il fut reçu par le maréchal de Boisdauphin, son ancien chef, le 16 mars 1609[8].

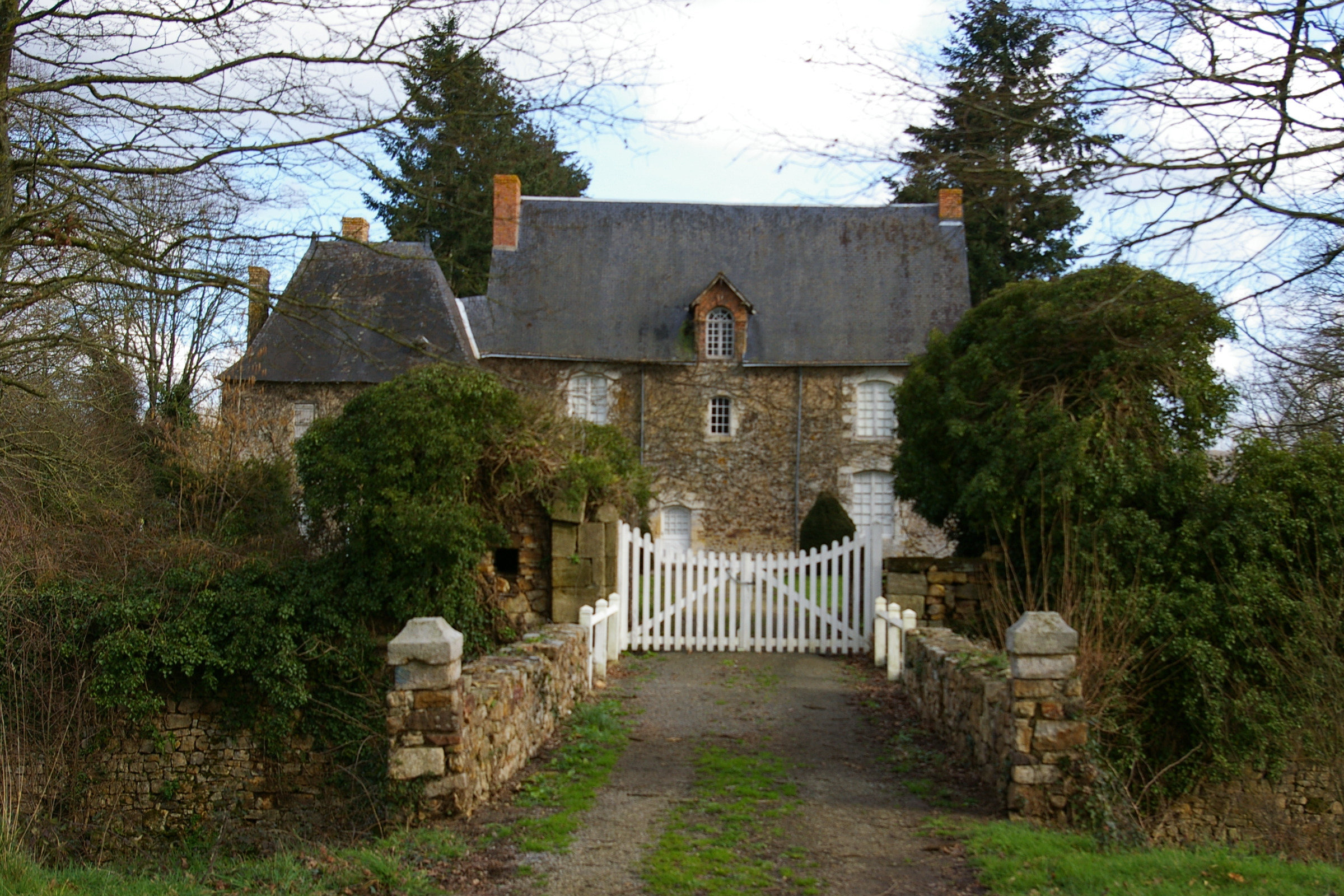
La Vallée à Blandouet

- Il a aussi été grand voyer de Bretagne, excepté pour la voirie de l’évêché de Rennes. Mais cet homme a également laissé le souvenir d’un gai chansonnier de son parti. La bataille de Craon lui inspira son « Piques Mouches ».

### Le «chansonnier»
- Le soldat ligueur fut aussi le gai chansonnier de son parti. Son Pique-Mouches, improvisé à l'occasion de la bataille de Craon, est une contrepartie assez vive des facéties de la Satire Ménippée. 6 vers sur 2 rimes, avec le mordant refrain « Il n'est que d'aller », suffisaient pour clouer un nom au pilori ligueur. On connaît 70 couplets, qualifiés de stances liricques par Louvet ; on dit qu'il en fut fait plus de 100, chacun s'exerçant dans ce genre facile. Il en est dans le nombre de fort triviales, en style à la dragonne, aurait dit Gresset[9].

### Famille et descendance
- Michel de la Vallée unit avant 1600 sa destinée à celle de Louise Trotereau, fille du doyen des maîtres de comptes de Nantes, probablement en 1599. Françoise de Lorraine accepta d’être la marraine du premier de leurs 8 enfants[10]. À cette occasion, elle donna une bannière à l’église de Blandouet.
- Le petit-fils de Michel de la Vallée et Louise Trotereau, René de la Vallée, produisit les lettres d’anoblissement de son aïeul par Henri IV devant les enquêteurs[11].
- La famille s'est éteinte vers la fin du XVIIe siècle, fondue dans les Hardas , les Launay, et par ces derniers alliées aux Sorhoette, de Pommerieux.

## Sources partielles
- Jean Paul Barbier-Mueller, Nicolas Ducimetière, Marine Molins, Dictionnaire des poètes français de la seconde moitié du XVIe siècle (1549-1615). 2018 Voir en ligne
- « Michel Luette », dans Alphonse-Victor Angot et Ferdinand Gaugain, Dictionnaire historique, topographique et biographique de la Mayenne, Laval, A. Goupil, 1900-1910 [détail des éditions] (BNF 34106789, présentation en ligne)
- André Joubert, Étude sur les misères de l'Anjou aux XVe et XVIe siècles, p. 192 Voir en ligne